# Euston, New South Wales
Euston är en ort i Australien. Den ligger i kommunen Balranald och delstaten New South Wales, i den sydöstra delen av landet, omkring 780 kilometer väster om delstatshuvudstaden Sydney. Antalet invånare är 827.
Runt Euston är det mycket glesbefolkat, med 5 invånare per kvadratkilometer.. Närmaste större samhälle är Robinvale, nära Euston. 
Omgivningarna runt Euston är i huvudsak ett öppet busklandskap. Genomsnittlig årsnederbörd är 322 millimeter. Den regnigaste månaden är februari, med i genomsnitt 58 mm nederbörd, och den torraste är november, med 9 mm nederbörd.